# وربوتس
وْربُو ِتس (به کرواتی: Vrbovec) شهری در زاگرب کشور کرواسی است که جمعیت آن در سال ۲۰۱۱ میلادی ۱۳٬۹۸۴ نفر بوده‌است.